# Giuseppe Pella
Giuseppe Pella (Valdengo, Pijemont, 18. travnja 1902. — Rim 31. svibnja 1981.), bio je talijanski političar.
Dužnost premijera Italije obnašao je od 17. kolovoza 1953. do 5. siječnja 1954. a nekoliko puta je bio i ministar vanjskih poslova. Osim toga bio je (poslije smrti Alcidea De Gasperia) i predsjedavajući Europskog parlamenta od 1954. do 1956.
Pella je studirao ekonomiju na sveučilištima u Rimu i Torinu. Poslije odlobođenja Italije od fašista, postaje član stranke Kršćanska Demokracija. U vladi Alcidea De Gasperia, ubrzo postaje državni tajnik za financije a kasnije i ministar financija kao i ministar za proračun (1948.—1953).

## Nagrade
- 1953: Veliki križ za zasluge Savezne republike Njemačke